# Усељо
Усељо (итал. Usseglio) је насеље у Италији у округу Торино, региону Пијемонт.
Према процени из 2011. у насељу је живело 142 становника. Насеље се налази на надморској висини од 1265 м.

## Становништво
Према резултатима пописа становништва 2011. у општини је живело 219 становника.
| 1931. | 1936. | 1951. | 1961. | 1971. | 1981. | 1991. | 2001. | 2011. |
| ----- | ----- | ----- | ----- | ----- | ----- | ----- | ----- | ----- |
| 1.493 | 1.035 | 854   | 688   | 478   | 390   | 309   | 256   | 219   |